# 紅點真蛙䲁
紅點真蛙鳚（學名：Blenniella chrysospilos），又名紅點真動齒鳚、狗鰷，為輻鰭魚綱䲁形目鳚科真動齒鳚屬下的一個種，分布於印度洋及太平洋，從非洲東岸到社會群島,北至琉球群島珊瑚礁海域，深度0至6公尺，本魚體延長，稍側扁，頭鈍短，頭頂無冠膜，眶上觸鬚卷絲狀，鼻觸鬚短而呈掌狀，頸背無觸鬚，體色是淡白色或灰色，頭上有許多紅色斑點，身體兩側有一連串H形條紋，下側有許多小的淡藍色斑點和破折號，眼睛後面有一個垂直細長的黑點或斑塊，雌性側面有8對狹窄的紅色至暗色條紋，背鰭硬棘12枚、背鰭軟條20-21枚、臀鰭硬棘2枚、臀鰭軟條21-22枚，體長可達13公分，棲息在潮間帶的礁岩潮池中，受到驚嚇時會以一前一後方式彈跳，以藻類為食，具有領域性，產附著性卵，雄魚會有護卵行為，可做為觀賞魚。